# Martín Carrillo Alderete
No se debe confundir con su contemporáneo Martín Carrillo, abad de Montearagón.
Martín Carrillo Alderete (Toledo, 1576-Granada, 29 de junio de 1653) fue un clérigo español que llegó a ser obispo de Oviedo, de Osma y arzobispo de Granada.

## Biografía
Hijo de Rodrigo Alderete y Salinas y de María del Águila, estudió letras y artes en Ávila, y cánones y leyes en el colegio mayor del Arzobispo de la universidad de Salamanca. Recomendado por el archiduque Alberto al duque de Lerma para una plaza de oidor en las chancillerías de Granada o Valladolid, en su lugar fue nombrado juez metropolitano en el arzobispado de Santiago de Compostela, en 1619 inquisidor de Compostela y dos años después en Valladolid.
Entre 1624 y 1628 ejerció como visitador de la Real Audiencia de México y juez de los disturbios ocasionados por el enfrentamiento entre el virrey Diego Carrillo de Mendoza y Pimentel y el arzobispo Juan Pérez de la Serna, aunque perdió toda su documentación cuando en el viaje de regreso la flota de Juan de Benavides fue atacada en Matanzas por Piet Hein.
Felipe IV lo presentó en 1633 para el obispado de Oviedo, cargo del que tomó posesión al año siguiente. 
En 1636 fue promovido al episcopado de Osma, y en 1641 a la archidiócesis de Granada. 
En el año de 1645 fundó el desaparecido colegio de San Matías de Oviedo (situado en los terrenos que hoy ocupa el mercado de El Fontán) del que solo se conserva en la actualidad la iglesia de San Isidoro. 
Fallecido en Granada en 1653, seis años después fue trasladado a la iglesia de San Isidoro, en Oviedo, donde su cuerpo incorrupto fue descubierto en 2003.

## Escudo
Cuartelado, 1.º, Carrillo: de gules, y un castillo, de oro;  2.º, campo desconocido, y una banda virolada, de oro, y engolada en boca de dragantes, de oro, surmontada de un castillo, de oro y escachante una lis, de oro, bordura, de gules, cargada de ocho veneras, de oro; 3.º, de gules , y una cruz flordelisada, de oro, bordura cargada de seis lises, de oro; 4.º, de oro, y un águila pasmada, bordura, de gules, cargada de ocho cruces de San Andrés, de oro; al timbre escudete de oro cargado de cinco estrellas de ocho puntas, de gules, en sotuer, surmontado de una cruz floreada, de oro. El todo bajo capelo acompañado de cordón de seis borlas.

| Predecesor: Juan Pereda Gudiel         | Obispo de Oviedo 1633-1636     | Sucesor: Antonio Valdés Herrera |
| Predecesor: Francisco Villafañe        | Obispo de Osma 1636-1641       | Sucesor: Antonio Valdés Herrera |
| Predecesor: Fernando de Valdés y Llano | Arzobispo de Granada 1641-1653 | Sucesor: Antonio Calderón       |